# Tourisme à Malte

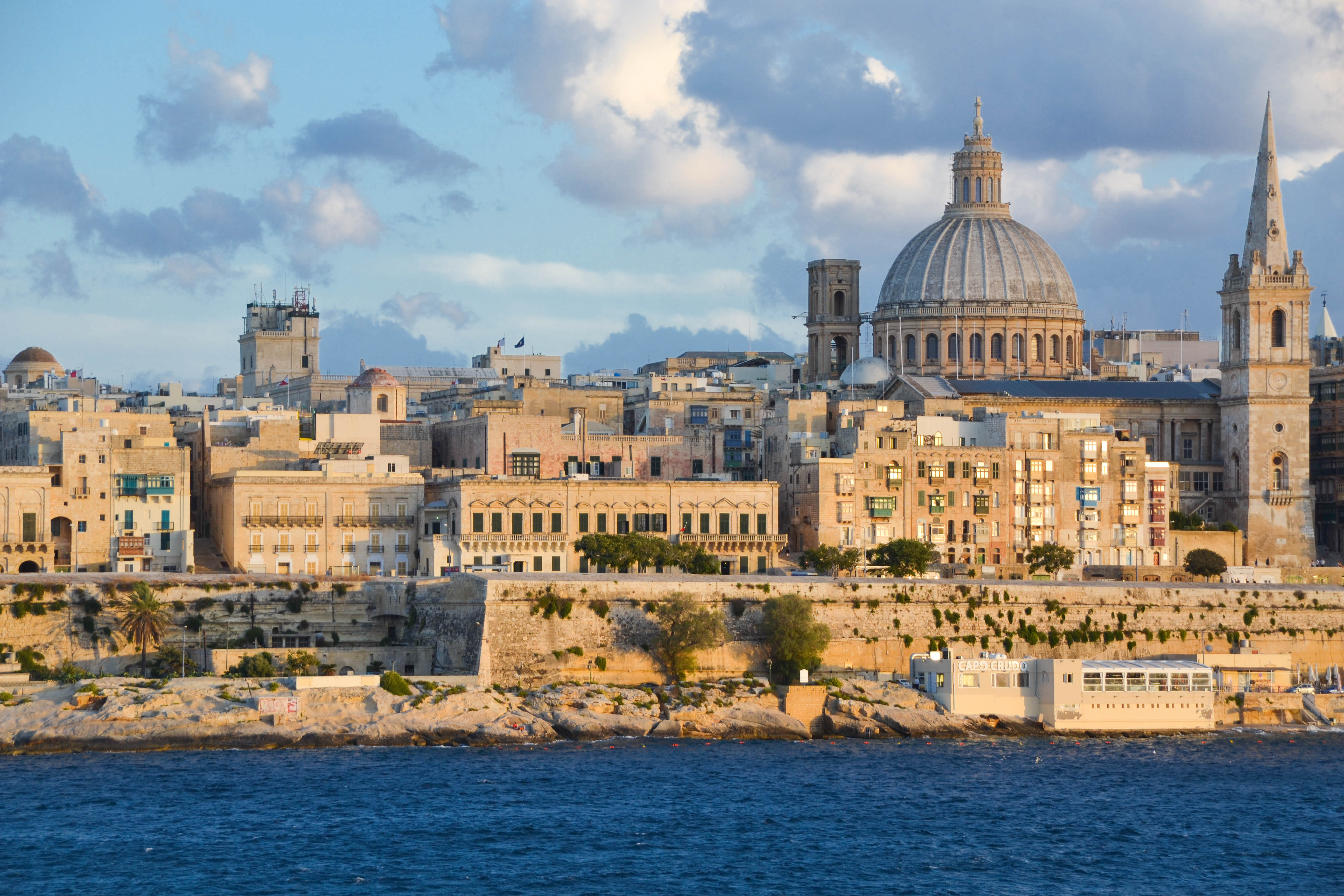
La Valette

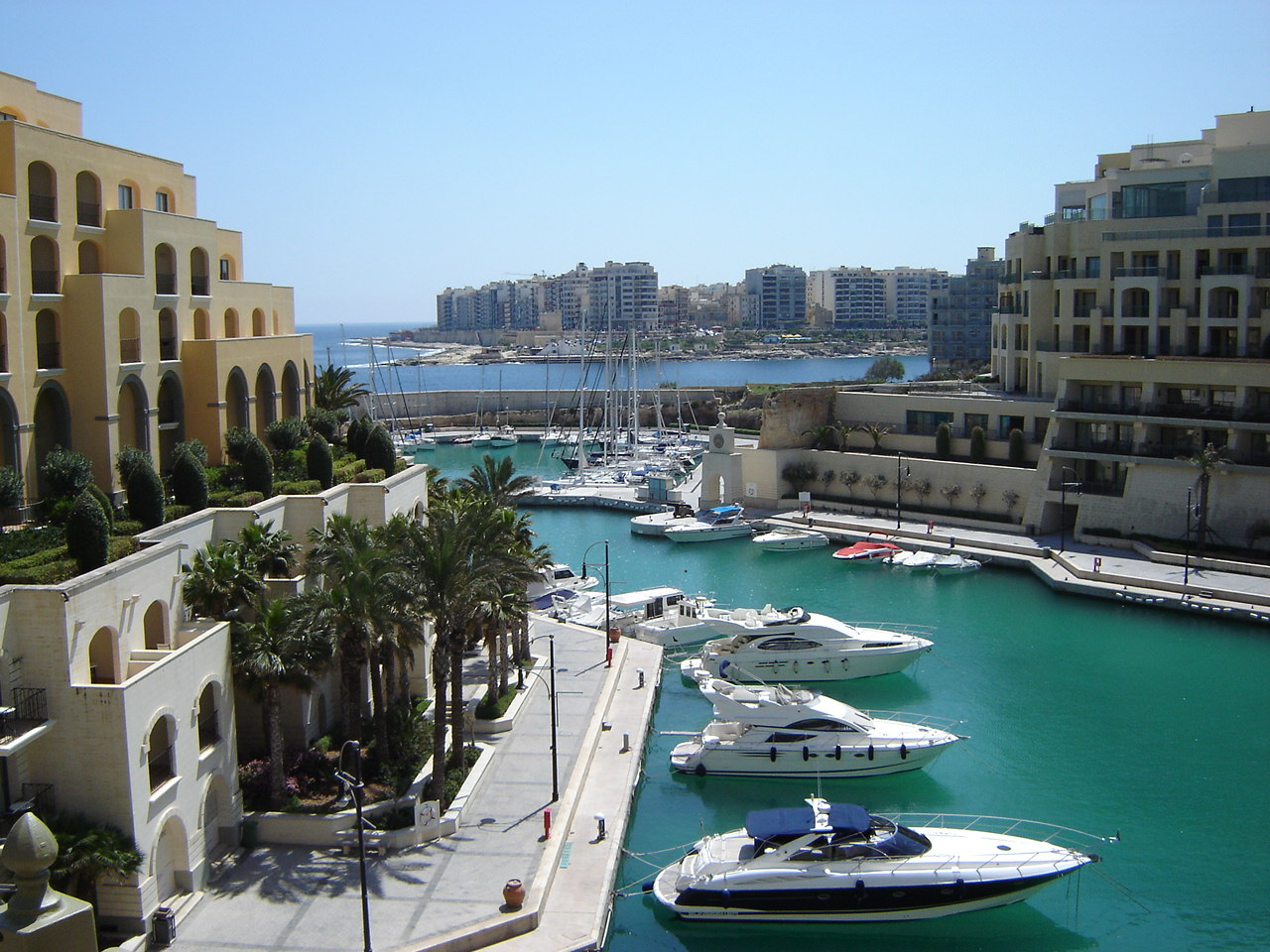
San Ġiljan

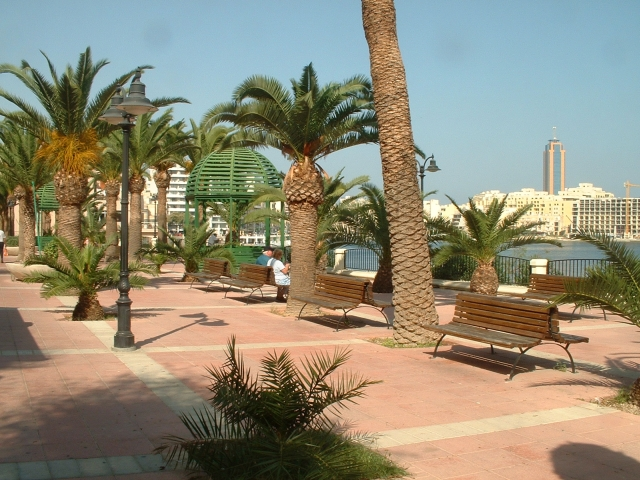
Sliema

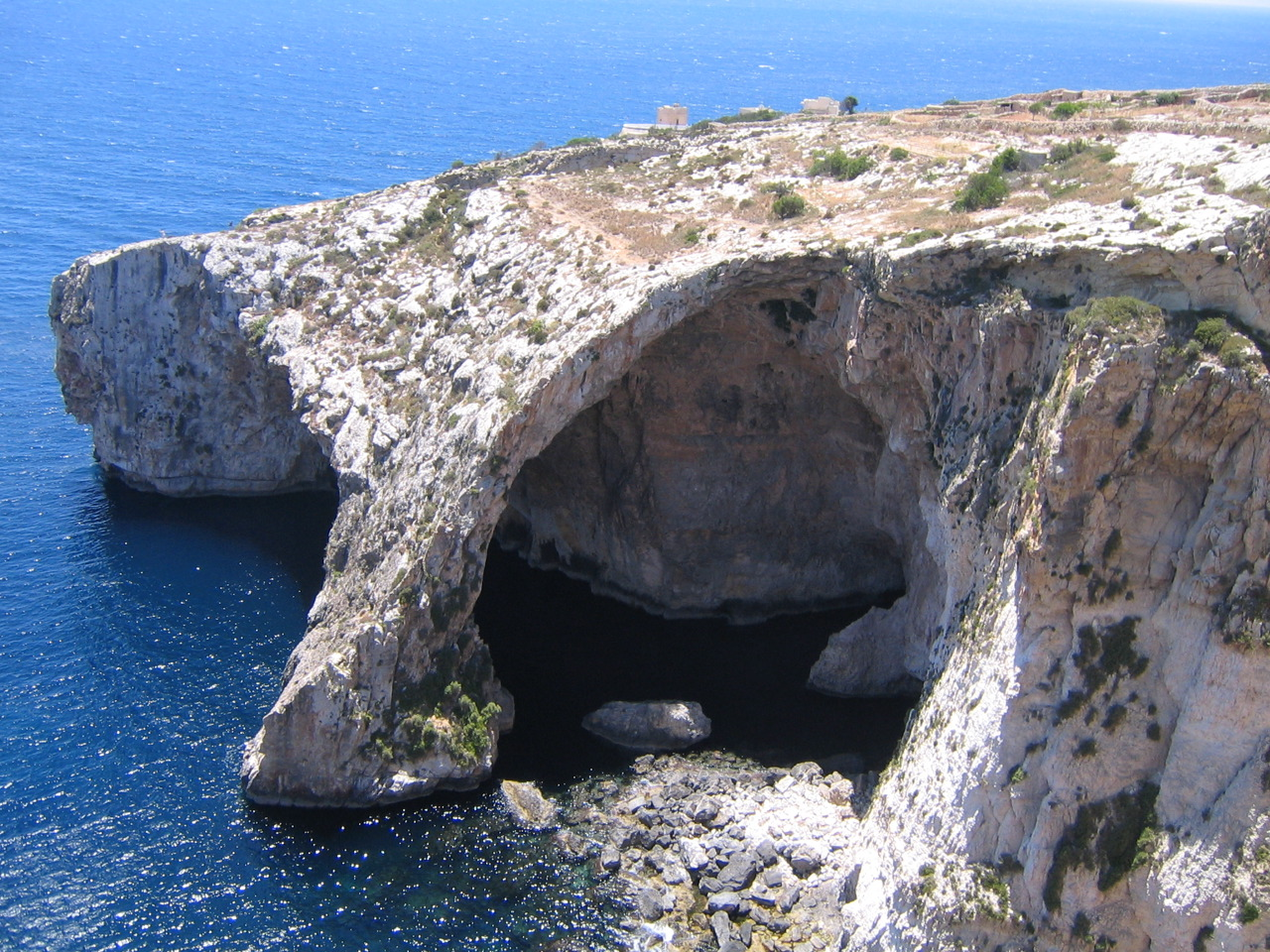
Grotte bleue

Le tourisme est la principale source de revenus de Malte. Pour une population d'environ 400 000 Maltais, l'archipel a reçu 1,4 million de touristes en 2011.

## Industrie touristique

### Historique
Dès le Grand Tour, qui marque les débuts du voyage à l'étranger par des jeunes membres des classes aristocratiques de la société européenne à partir du XVIIe siècle et surtout au XVIIIe siècle, si l'Italie était la région de prédilection des destinations, beaucoup avaient l'audace de pousser leur curiosité jusqu'à Malte. Au XIXe siècle, c'est l'incorporation de l'archipel dans l'Empire britannique qui entraîne un fort mouvement d'officiers mais aussi de troupes, Malte est en effet la base arrière des opérations britanniques au Levant. C'est aussi le déplacement à Malte du port d'attache de la flotte de Méditerranée qui crée le mouvement et la fréquentation des îles maltaises et cela jusqu'à le Seconde Guerre mondiale. C'est pendant l'après-guerre que se met en place un véritable mouvement touristique des îles britanniques vers les îles maltaises. L'étude des caractéristiques des arrivants, de l'hébergement et des durées de séjour montre clairement qu'il s'agit généralement de visites familiales faites à des militaires en poste à Malte. Ce mouvement, qui ne représente au départ que quelques dizaines de milliers de voyageurs par an, est en progression constante des années 1950 jusqu'en 1964, date de l'indépendance de Malte. Même si les troupes britanniques ne quitteront Malte qu'avec la proclamation de la République en 1974, les autorités maltaises ont pour objectif de transformer l'économie militaire en une économie touristique. Dans les premières années de 1970, le mouvement de voyageurs atteint les 200 000. S'ouvre alors une période de forte croissance continue qui porte les arrivées de touristes à plus de 700 000 avant une chute brutale aux environs de 500 000 en 1984.
Depuis 1985, à l'exception d'une période allant de 1994 à 1996, le nombre de touristes choisissant Malte est en régulière augmentation jusqu'en 2002 : 828 311 en 1989, 1 133 814 en 2002, suivi d'une baisse jusqu'en 2004 : 1 126 000 en 2003, 1 000 000 en 2004 et de nouveau une régulière augmentation depuis, excepté 2009 : 1 168 000 en 2005, 1 124 000 en 2006, 1 244 000 en 2007, 1 291 000 en 2008, 1 183 000 en 2009 et 1 332 000 en 2010.
Si Malte a vécu de longues années grâce à l'activité économique des troupes d'occupation britanniques, elle a, au regard des chiffres, réussi la reconversion de son modèle économique grâce au tourisme international. Cela a nécessité de lourds investissements puisque, à l'origine, les besoins des voyageurs britanniques du XXe siècle étaient très éloignés des besoins des touristes du XXIe siècle. Si des hôtels bon marché, un climat agréable et une ambiance générale so british (langue, nourriture, etc.) étaient satisfaisants à l'époque, aujourd'hui les touristes sont plus exigeants, beaucoup de bed and breakfasts ou d'hôtels au confort limité, transformés en maisons de retraite après réhabilitation, ont été remplacés par des hôtels de luxe, les fish and chips par des restaurants internationaux ou gastronomiques ou encore les rocky beaches par des piscines.

### Importance économique
En 2010, les recettes du tourisme (814 millions d'euros plus 142 millions de transport internationaux) représentent 26,2 % des exportations de services (29,6 % en 2006) et 15 % des exportations totales des biens et services.
En 2010, près de 4 500 entreprises travaillent pour le tourisme : 237 pour l'hébergement, 2 733 pour la restauration et 1 519 voyagistes ou agences de voyages. Le secteur du tourisme emploie 12 481 personnes (8 620 hommes et 3 861 femmes), chiffre à peu près stable depuis 2007, ce qui représente 8,5 % de la population active et environ 50 000 personnes soit 30 % avec les emplois indirects.

### Fréquentation touristique
En 2010, la très grande majorité des touristes vient de l'Union européenne avec 415 000 visiteurs, soit 31,2 % des arrivées du Royaume-Uni contre 60 % en 1989 en toutes saisons. Viennent ensuite les Italiens, majoritairement de Sicile ou d'Italie du sud et généralement en été, avec 214 000 visiteurs; ils ont dépassé en 2009 les Allemands, préférant le printemps, avec 126 000 visiteurs. Les Français sont en quatrième position avec 86 000 visiteurs mais étalent plus leur venue d'avril à octobre. En cinquième position se trouvent les Espagnols avec 68 000 visiteurs,.
En 2011, l'archipel maltais a reçu 1 411 748 visiteurs, ce qui représente une augmentation de 5,6 % par rapport à 2010. Les touristes français représentent 7,3 % des visiteurs totaux avec 103 688 visiteurs français en progression de 19,8 % sur l'année précédente.
Hors Union européenne, les Libyens ont été longtemps les plus nombreux jusqu'à l'exigence d'un visa avec l'entrée de Malte dans l'Union européenne. Depuis, ce sont les Russes suivis des Américains. Il faut également noter la venue d'environ 10 000 Australiens et près de 7 000 Canadiens par an; ce sont principalement des émigrants maltais qui reviennent visiter leurs familles et renouer avec leurs racines.
Il faut aussi tenir compte des excursionnistes (touristes restant moins d'une journée) qui, en 2000, représentaient 170 000 croisiéristes, chiffre que les autorités du tourisme cherchent à développer. L'escale des navires de croisière a été modernisée: le Waterfront, directement sous les fortifications de La Valette, a désormais un accès direct à la ville par la Victoria Gate.
De leur côté, c'est presque 300 000 maltais qui ont voyagé à l'étranger en 2010 (229 000 en 2007).

### Pression touristique
Avec 1,4 million de touristes pour une population d'environ 400 000 Maltais, avec un touriste pour un Maltais en juillet et août, 75 % sur la période d'avril à octobre, cela finit par poser des problèmes d'acceptabilité pour la population qui peut se sentir envahie et dépossédée de ses îles. Malte, le pays le plus densément peuplé avec 1 247 hab./km², possède aussi le plus fort taux de densité touristique avec 24 559 nuitées/km² derrière les capitales Bruxelles et Londres mais devant Vienne, Prague et Berlin (chiffres de 2008)[réf. nécessaire]. Les autorités étatiques se trouvent confrontées à des problèmes d'équipement (route, transport, essence, sécurité, etc.) qu'elles doivent surdimensionner par rapport aux besoins propres de la population locale.
Si le touriste rapporte, il coûte également cher en investissements gouvernementaux. Les hôtels se plaignent du coût des services publics, dont l'eau (toute l'eau potable est obtenue par désalinisation de l'eau de mer) et l'électricité (toute l'énergie est importée), qu'ils jugent élevés et imprévisibles, bloquant souvent les investissements pourtant nécessaires en rénovation.
De plus, pour le plus petit pays de l'Union européenne, la législation communautaire n'est pas toujours très adaptée (traitement des déchets ménagers, traitement des eaux usées, pollution, etc.).

### Mythes et réalités touristiques
L'héliotropisme et le balnéotropisme ne sont pas des motivations suffisantes pour expliquer le succès du tourisme maltais. Il faut admettre que les instances touristiques maltaises ont su et réussi à mettre en valeur leurs atouts même s'ils n'ont rien d'exceptionnel en Méditerranée. « Les belles plages de sable le long de baies profondes et protégées » sont plus rares que sur les brochures. « Le véritable paradis pour les passionnés de la plongée sous-marine » possède une faune et une flore des plus banales en Méditerranée en dépit de côtes rocheuses aux eaux limpides décrites dans les guides de plongée. « Les plus belles voies d’escalade en falaise » sont relativement courtes et le calcaire souvent friable nécessite un maximum de précautions. Le manque de sites adaptés laisse la pratique du parapente confidentielle et l'urbanisation envahissante laisse peu de place au seul parcours de « golf de 18 trous qui est plus proche du practice que d'un parcours de classe internationale ».
Par contre, le tourisme culturel est de qualité exceptionnelle grâce aux chevaliers de l'ordre de Saint-Jean de Jérusalem qui ont marqué l'architecture et la culture de Malte tout au long des XVI, XVII et XVIIIe siècles en laissant aux touristes « les plus beaux monuments historiques ».
Même si le jugement de F. Taglioni exposé précédemment est sévère, trop négatif et même injuste pour les sites préhistoriques qui ne sont pas aussi mal entretenus qu'il veut bien le décrire, il n'en reste pas moins que Malte est bien vendue aux touristes avec un budget à la taille des ambitions : 11 millions de dollars soit 9 dollars par touriste (chiffres de 2000). Le résultat, c'est que des touristes de plus de 50 nationalités différentes viennent à Malte par plus de 120 vols directs assurés par Air Malta au seul aéroport international de Malte.
« Ce qui surprend à Malte, c’est la façon dont les opérateurs touristiques concilient le rêve et l’authentique par des campagnes de communication [...]. Cette orchestration est tellement habile que les mythes deviennent des réalités et les réalités des mythes », affirme Taglioni.

### Satisfaction touristique
Régulièrement la Malta Tourism Authority réalise auprès des touristes des enquêtes qualitatives de satisfaction.
En 2009, sur les touristes interrogés, 27 % considèrent que Malte a dépassé leurs attentes et 64 % que Malte correspondait à ce qu'ils en attendaient au point que 72 % déclarent qu'ils reviendront à Malte avec plaisir et 90 % qu'ils recommanderont l'archipel comme destination à leurs amis. Les motivations ayant poussé les touristes à venir sont à 44 % l'accueil des Maltais, à 37 % son patrimoine et à 25 % seulement la mer et le soleil. Les sites historiques sont très bien appréciés à 35 % et bien appréciés à 48 %, avec une appréciation similaire pour les musées (37 %). Quant au secteur des divertissements, il a été considéré « très bon » par seulement 12 % des touristes interrogés et « bon » par 44 %.
Le secteur de la restauration est de son côté très bien noté par 20 % des touristes et bien noté à 53 %. Le secteur de l'hébergement est très contrasté : si 60 % des touristes sont satisfaits des hôtels 5 étoiles, 27 % seulement donnent une très bonne note au 4 étoiles et 19 % une note moyenne. De plus, il n'y a que 16 % des touristes pleinement satisfaits des 3 étoiles et 29 % qui le sont moyennement. Les 2 étoiles ont été quant à eux jugés « très bien » à 14 % et « moyens » 32 %. Le secteur hôtelier est donc largement perfectible. Les autres hébergements (self-catering) font mieux que les 4 étoiles avec 27 % de très bonnes appréciations et 41 % de bonnes.

## Patrimoine et lieux touristiques
En 2007, le site le plus visité est le temple de Ġgantija à Gozo avec 157 568 entrées, devant les appartements d’État au palais des grands maîtres à La Valette avec 155 355 entrées, le Musée national d'archéologie 134 743 visites suivis par les temples Ħaġar Qim et de Mnajdra.

### Sites archéologiques
Tous les sites archéologiques de Malte sont gérés par Heritage Malta, une agence gouvernementale. Beaucoup des sites archéologiques ne sont pas ouverts au public pour des raisons soit de préservation, soit de recherche ou encore pour des remises en état. Le 1er mai 2014, il y eut plus de 27 000 visiteurs pour la journée portes ouvertes dans trente sites et musées d'Heritage Malta. Le site archéologique le plus fréquenté est celui de Ġgantija à Gozo.
Sites classés au Patrimoine mondial de l'humanité (liste de l'UNESCO)
- Hypogée de Ħal Saflieni à Paola
- Temple de Ġgantija à Xagħra
- Temple d'Ħaġar Qim à Qrendi
- Temple de Mnajdra à Qrendi
- Temple de Skorba à Żebbieħ
- Temple de Ta' Ħaġrat à Mġarr (Malte)
- Temples de Tarxien à Tarxien

Autres sites archéologiques
- Grotte de Għar Dalam à Birżebbuġa
- Catacombes Saint-Paul à Rabat (Malte)
- Cart-ruts de Clapham Junction à Rabat (Malte)

Sites ouverts sur rendez-vous
- Hypogée cercle de Brochtorff à Xagħra
- Temple de Borg en Nadur à Birzebbuga
- site néolithique de Tas-Silġ à Zejtun
- Villa romaine de San Pawl Milqi à Burmarrad
- Catacombes Saint-Augustin à Rabat (Malte)
- Catacombes Ta’ Bistra à Mosta

### Musées
Les principaux musées de Malte sont gérés par Heritage Malta, une agence gouvernementale. Le 1er mai 2014, il y eut plus de 27 000 visiteurs pour la journée portes ouvertes dans trente sites et musées d'Heritage Malta. Les trois musées les plus fréquentés sont :
- Appartements d’État et Armurerie du Palais, 3 230 visiteurs ;
- Musée national des sciences naturelles, 3 037 visiteurs ;
- Musée national d'archéologie, 3 034 visiteurs[19].

Musées nationaux
- Musée national d'archéologie à La Valette
- Musée national des Beaux-Arts à La Valette
- Musée national des sciences naturelles à Mdina
- Musée national de la guerre à La Valette

Autres principaux musées
- Armurerie du Palais à La Valette
- Musée maritime de Malte à Birgu
- Musée de la cathédrale Saint-Jean à La Valette
- Musée du folklore à Victoria
- Musée des sciences naturelles à Victoria
- Roman Domus à Rabat (Malte)
- Moulin de Ta' Kola à Xagħra

### Architecture
C'est une ville complète enceinte dans ses fortifications qui est classée au Patrimoine mondial de l'humanité (liste de l'UNESCO) : La Valette, ville construite de rien par la volonté de quelques hommes, ville musée, capitale de Malte, sera capitale européenne de la culture en 2018 :
- La Valette

Architecture civile et demeures historiques
- Appartement d’État du palais des grands maîtres à La Valette
- Palais de l'Inquisiteur à Birgu
- Palazzo Parisio à Naxxar
- Palais Falson à Mdina
- Casa Rocca Piccola à La Valette
- Casa Bernard à Rabat (Gozo)
- Musée Wignacourt à Rabat (Malte)

Architecture militaire et fortifications
Beaucoup des sites d'architecture militaire sont gérés par la Fondazzjoni Wirt Artna sur lesquels elle organise des reconstitutions historiques. Nombre de forts sont fermés au public soit pour cause de rénovation, soit pour utilisation publique ou privée comme le fort Saint-Ange, mis à disposition de l'ordre souverain de Malte pour réhabilitation, le fort Chambray pour restauration dans le cadre d'un programme immobilier ou le fort Manoel restauré par l’État mais en attente de réouverture.
Fortifications des Hospitaliers
- Fort Saint-Elme à La Valette
- Fortifications de ville à La Valette
- Fortifications de ville à Mdina
- Fortifications de ville à Victoria
- Tour Sainte-Marie sur Comino
- Tour Sainte-Agathe à Mellieħa
- Tour Għallis à Naxxar
- Tour Saint-Marc à Naxxar
- Tour de Dwejra à San Lawrenz

Architecture militaire britannique
- Salles de guerre Lascaris à La Valette
- Lignes de Victoria entre Mġarr (Malte) et Pembroke
- Fort Rinella à Kalkara
- Batterie de salutation à La Valette

Architecture et édifices religieux
Architecture populaire

### Guides touristiques
- (mt) Alfie Guillaumier, Bliet u Rħula Maltin (Villes et villages maltais), Klabb Kotba Maltin, Malte, 2005.
- (en) Abigail Blasi, Malta & Gozo,  Lonely Planet Publications Pty Ltd, coll. Traveler Guide, 2013.
- (en) Mary-Ann Gallagher, Malta & Gozo, Dorling Kindersley Ltd, coll. Eyewitness Travel - Top 10, Londres, 2013.
- (en) Juliet Rix, Malta and Gozo, Brad Travel Guide, Angleterre, 2013.
- (en) Klaus Bötig, Malta, Marco Polo Travel Publishing Ltd, UK, 2012
- (en) Rebecca Lowell, Malta, Apa Publications Ltd, coll. Insight Guide, Londres, 2012
- (en) Douglas Lockhard, Malta, Gozo and Comino, Sunflower Books, coll. Car Tours and Walks, Londres, 2012.
- (en) Lindsay Bennet, Malta, Berlitz publishing, coll. pocket guide, Singapour, 2011.
- (en) Carolyn Bain, Malta & Gozo, Lonely Planet, coll. Country Guide, 2007.
- (en) Paddy Dillon, Walking in Malta, Cicerone, Combria, 2004.
- (en) Victor Paul Borg, Malta & Gozo, Rough Guide Ltd, coll. Miniguides, 2001.
- (en) Patricia M. Levy, Malta & Gozo, AAA, coll. Essential, 2001.
- (en) Brian Richard, Malta, New Holland Publishers Ltd, coll. Globetrotter, 2001
- (en) Roger Sanders, Malte, AA Baedeker's, Allemagne, 2000.
- (en) Susie Boulton, Malta & Gozo, Thomas Cook Publishing, coll. Travellers, 2000.
- (en) Collectif, Malta, Michelin, coll. in your pocket, Clermont-Ferrand, 1999.
- (en) Simon Gaul, Malta, Gozo & Comino, Cadogan Books Ltd, coll. Island Guides, Londres, 1998.
- (en) Geoffrey Brown, Malta, coll. Visitor's Guide, 1993.
- (en) Terry Palmer, Susan Ellis, Discover Malte, Heritage House, 1988.
- (en) Christopher Kininmonth, The Traveller's Guide to Malta & Gozo, Jonathan Cape, Londres, 1979.
- Dominique Auzias, Jean-Paul Labourdette, Malte, Nouvelles Éditions de l'Université, Petit Futé, coll. Country Guide, Paris, 2014
- Collectif, Malte, Nouvelles Éditions de l'Université, Petit Futé, coll. Carnet de voyage, Paris, 2014.
- Collectif, Malte, Hachette Tourisme, coll. Le Routard, Paris, 2014.
- Catherine Garnier, Malte, Gozo, Comino, Hachette Tourisme, coll. Guide Évasion, Paris, 2013.
- Neil Wilson, Malte et Gozo, Lonely Planet, coll. Guide de voyage, 2013.
- Collectif, Escapade à Malte, Michelin, coll. Escapade, Clermont-Ferrand, 2013.
- Collectif, Malte, Gozo et Comino, Edizioni Plurigraf, Italie, 2012.
- Aldo E. Azzopardi, Malte, perle de la Méditerranée, Edizioni Plurigraf, Italie, 2011.
- Vincent Zammit, Malte, Histoire & Traditions, BDL, Malte, 2011
- Collectif, Malte, week-end, Michelin, Le Guide Vert, coll. Week-end, Clermont-Ferrand, 2011.
- Jean-Marie Boëlle, Malte, Éditions Comex, coll. Guides Mondeos, Montpellier, 2009.
- Lindsay Bennet, Malte, Berlitz editions, coll. guide de voyage, 2006.
- Anick et Christine Rosas, Le guide de Malte, La Manufacture, Paris, 2001.
- Alain Blondy, Malte, Guides Arthaud, coll. Grands voyages, Paris, 1997.
- Bouli Hadjioannou, Les îles maltaises, Ghinis Publishing ltd, Chypre, 1997.
- Paul Camirelli, Malte, Éditions Marcus, coll. Poche-Guide, Paris, 1995.
- Henri Cormier, À Malte, Hachette, coll. Guides Visa, Paris, 1995.
- Geoffrey Aquilina Ross, Le grand guide de Malte, Gallimard, coll. Bibliothèque du voyageur, Paris, 1994.
- Klaus Bötig, Malte, Chantecler, coll. Merian Live ! Belgique, 1993.
- Alain Hubert-Bonnal, À Malte, Hachette, coll. Guides bleus, Paris, 1980.
- John Best, Guide de l'archipel maltais, Cathedral Library Ltd, Malta, 1979.
- (de) Ken Bernstein, Malta, Gozo, Comino, JPMGuides, Lausanne, 2003.

### Cartes touristiques
- (en) Malta,  Apa Publications Ltd, coll. Insight Flexi Map, 2013, 1/16 500 + 1/50 000.
- (en) Malta & Gozo, Marco Polo, Holiday Maps, Allemagne, 2013, 1/50 000.
- (en) Malta & Gozo, Itmb Publishing, Canada, 2012, 1/28 500.
- (de) Malta, Gozo, Kompass, coll. Aqua3, n° 235, Allemagne, 2002, 1/25 000.
- (en) Malta . Gozo, Freytag & Berngt, coll. Autofähren, Allemagne, 2001, 1/30 000.

### Dictionnaires bilingues
- (fr + mt) Joseph Cutayar, Dizzjunarju Tal-But, Yoran Embanner éditeur, coll. Pouloupig, 2009.
- (en + mt) Ludovik Schembri, Dizzjunarju, Colour Image, Malta, 1998.